# 毛大果虫实
毛大果虫实（学名：Corispermum macrocarpum var. rubrum）为藜科虫实属下的一个变种。